# I'm Goin' In
I'm Goin' In è un singolo del rapper statunitense Lil Wayne pubblicato il 27 ottobre 2009.

## Descrizione
Il brano vede la collaborazione di Drake e Young Jeezy. Una versione del brano senza Young Jeezy fu pubblicata in precedenza online. Il singolo appare nell'EP di Drake, So Far Gone (2009).

## Tracce
Testi e musiche di Aubrey Graham, Dwayne Carter, Jay Jenkins, Khari Cain.
1. I'm Goin' In – 3:45

## Classifiche
| Classifica (2009)         | Posizione massima |
| ------------------------- | ----------------- |
| Stati Uniti               | 40                |
| Stati Uniti (R&B/Hip-Hop) | 28                |
| Stati Uniti (Rap)         | 11                |